# Eduard Meduna
Eduard Meduna est un joueur d'échecs tchécoslovaque né le 11 septembre 1950 à Prague, grand maître international depuis 1987.

## Biographie et carrière
Eduard Meduna fut champion de Tchécoslovaquie en 1987, champion de République tchèque en 2001, et deuxième du championnat tchécoslovaque en 1977.
Grand maître international depuis 1987, il représenta la Tchécoslovaquie lors de l'Olympiade d'échecs de 1992 (3,5 Points marqués en 6 parties au quatrième échiquier) et la République tchèque lors de l'Olympiade d'échecs de 1994.
Eduard Meduna remporta l'open du festival d'échecs de Bienne en 1981.